# Медісон (округ, Міссісіпі)
Шаблон:StateAbbr_ 32°38′ пн. ш. 90°02′ зх. д. / 32.63° пн. ш. 90.03° зх. д.
Округ  Медісон (англ. Madison County) — округ (графство) у штаті Міссісіпі, США. Ідентифікатор округу 28089.

## Історія
Округ утворений 1828 року.

## Демографія
За даними перепису 
2000 року 
загальне населення округу становило 74674 осіб, зокрема міського населення було 49653, а сільського — 25021.
Серед мешканців округу чоловіків було 35414, а жінок — 39260. В окрузі було 27219 домогосподарств, 19332 родин, які мешкали в 28781 будинках.
Середній розмір родини становив 3,23.
Віковий розподіл населення поданий у таблиці:
| Стать    | До 15 років | 15-21 | 22-29 | 30-39 | 40-49 | 50-65 | 65-85 | Понад 85 |
| -------- | ----------- | ----- | ----- | ----- | ----- | ----- | ----- | -------- |
| Чоловіки | 8999        | 3570  | 3898  | 5882  | 5634  | 4672  | 2434  | 325      |
| Жінки    | 8991        | 3625  | 4472  | 6422  | 6288  | 4950  | 3657  | 855      |

## Суміжні округи
- Аттала — північ
- Лік — схід
- Скотт — південний схід
- Ренкін — південь
- Гіндс — південний захід
- Язу — захід

## Виноски
1. ↑  U.S. Decennial Census. United States Census Bureau. Архів оригіналу за 19 липня 2018. Процитовано 6 листопада 2014.
2. ↑  Historical Census Browser. University of Virginia Library. Архів оригіналу за 11 серпня 2012. Процитовано 6 листопада 2014.
3. ↑  Population of Counties by Decennial Census: 1900 to 1990. United States Census Bureau. Архів оригіналу за 28 грудня 2014. Процитовано 6 листопада 2014.
4. ↑  Census 2000 PHC-T-4. Ranking Tables for Counties: 1990 and 2000 (PDF). United States Census Bureau. Архів оригіналу (PDF) за 18 грудня 2014. Процитовано 6 листопада 2014.
5. ↑  State & County QuickFacts. United States Census Bureau. Архів оригіналу за 7 червня 2011. Процитовано 4 вересня 2013.(англ.) Наведено за англійською вікіпедією.
6. ↑  American FactFinder. Бюро перепису населення США. Архів оригіналу за 26 лютого 2012. Процитовано 31 січня 2008.

| США | Це незавершена стаття з географії США. Ви можете допомогти проєкту, виправивши або дописавши її. |